# Martin Lings

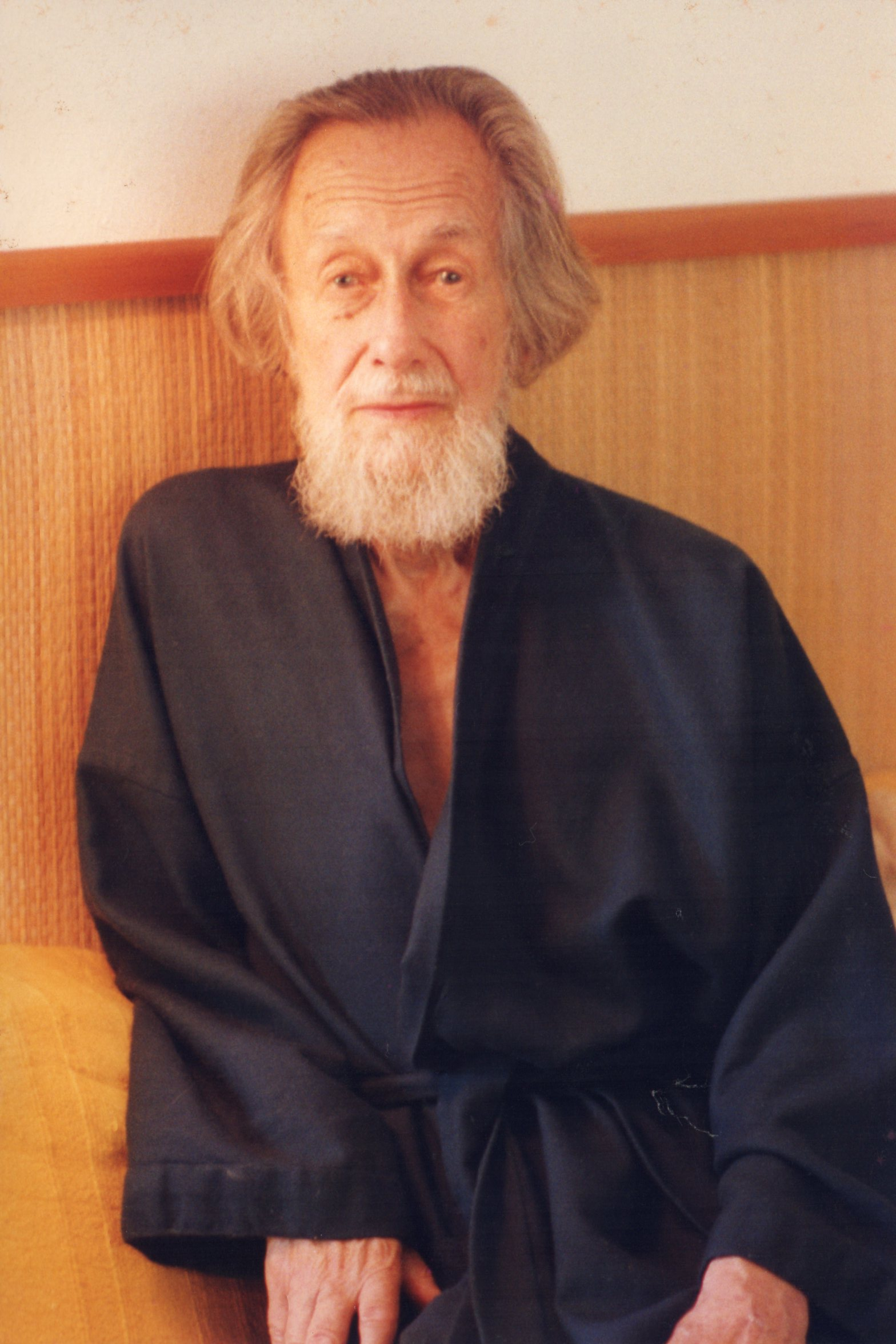
Martin Lings

Martin Lings, als Muslim Abū Bakr Sirāj ad-Dīn (geb. 24. Januar 1909 in Burnage, Lancashire; gest. 11. Mai 2005 in Westerham, Kent), war ein britischer Anglist, Orientalist und Religionsphilosoph.
Große Bekanntheit erlangte er mit seiner 1983 erschienenen Biographie „Muhammad. Sein Leben nach den frühesten Quellen“, die ihm in der islamischen Welt große Anerkennung einbrachte und bis heute noch gedruckt wird.

## Biografie

### Frühe Jahre und Ausbildung
Lings Familie war protestantisch. Er lernte schon früh das Reisen kennen und verbrachte aufgrund der Arbeit seines Vaters viel Zeit in den Vereinigten Staaten. Er besuchte das Clifton College und studierte anschließend am Magdalen College in Oxford, wo er einen BA in englischer Sprache und Literatur erwarb. In Magdalen war er ein Schüler und später ein enger Freund von C. S. Lewis. Nach seinem Abschluss in Oxford ging Lings an die Vytautas-Magnus-Universität in Litauen, wo er Angelsächsisch und Mittelenglisch lehrte.
Für Lings war das wichtigste Ereignis während seiner Zeit in Oxford die Entdeckung der Schriften von René Guénon, einem französischen Metaphysiker und muslimischen Konvertiten, und von Frithjof Schuon, einem Schweizer spirituellen Metaphysiker und Perennialist. 1938 reiste er nach Basel, um mit Schuons Bekanntschaft zu machen. Dies veranlasste ihn, den Islam anzunehmen und sich dem von Schuon geführten Zweig der Alawiyya-Tariqa anzuschließen. In der Folge blieb Lings Zeit seines Lebens Schuons Schüler und Erklärer.

### Berufliche Laufbahn

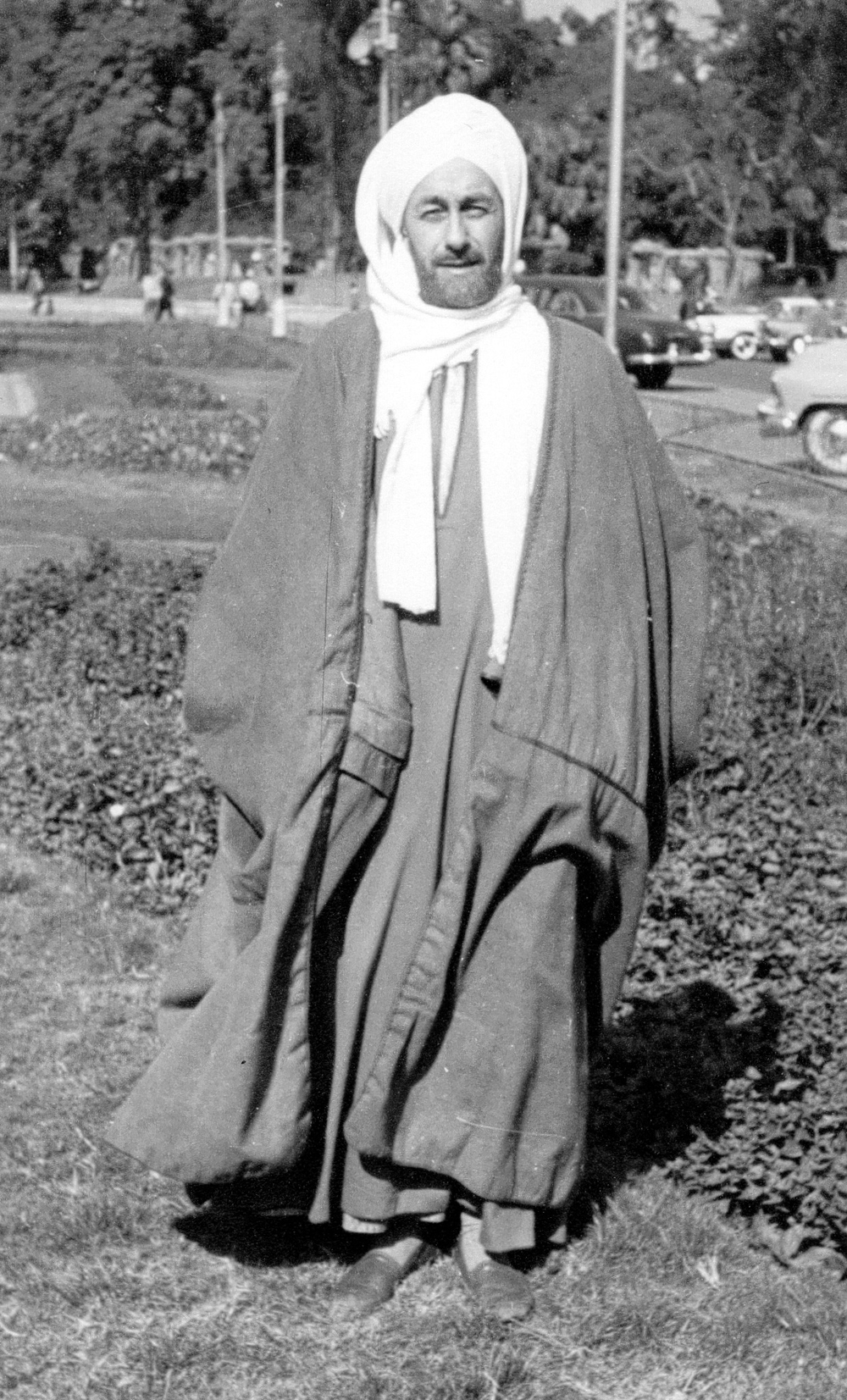
Martin Lings (1948)

1939 ging Lings nach Kairo, Ägypten, um einen Freund zu besuchen, der ein Assistent von René Guénon war. Kurz nach seiner Ankunft in Kairo starb sein Freund und er begann Arabisch zu studieren. Kairo wurde für mehr als ein Jahrzehnt seine Heimat; er wurde Englischlehrer an der Universität von Kairo und produzierte jährlich Shakespeare-Stücke. Er heiratete 1944 Lesley Smalley und lebte mit ihr in einem Dorf in der Nähe der Pyramiden. Obwohl er sich in Ägypten gut eingelebt hatte, musste er 1952 nach anti-britischen Unruhen das Land verlassen.
Nach seiner Rückkehr ins Vereinigte Königreich setzte er seine Ausbildung fort, erwarb einen BA in Arabisch und promovierte an der School of Oriental and African Studies (University of London). Seine Doktorarbeit wurde zu einem Buch über den algerischen Sufi Ahmad al-Alawi. Nach dem Abschluss seiner Promotion im Jahr 1959 arbeitete Lings im British Museum und später in der „British Library“, wo er orientalische Manuskripte und andere Werke betreute, bis er von 1970 bis 1973 die Position des „Keeper of Oriental Printed Books and Manuscripts“ einnahm. Darüber hinaus war auch Mitarbeiter der Zeitschrift „Studies in Comparative Religion“.
Lings war während dieser Zeit durchgehend schriftstellerisch tätig, wobei sich sein Schaffen im letzten Viertel seines Lebens steigerte. Während seine Dissertation über Ahmad al-Alawi sehr angesehen war, war sein bekanntestes Werk eine 1983 verfasste Biografie über Mohammed, die ihm in der muslimischen Welt Anerkennung und Preise von den Regierungen Pakistans und Ägyptens einbrachte. Auf der Nationalen Seerat-Konferenz in Islamabad wurde sein Werk als die „beste Biografie des Propheten in englischer Sprache“ gefeiert. Er reiste auch weiterhin viel, obwohl er in Kent lebte. Er starb am 12. Mai 2005.
Lings und ein salafistischer Gelehrter namens Abu Bilal Mustafa al-Kanadi hatten eine öffentliche Debatte über einige Darstellungen in Lings' Mohammed-Biografie. Der Meinungsaustausch wurde von der Saudi Gazette veröffentlicht.
Sein Beitrag zur Shakespeare-Forschung bestand darin, die tieferen esoterischen Bedeutungen in Shakespeares Stücken und die Spiritualität von Shakespeare selbst aufzuzeigen. Neuere Ausgaben von Lings' Büchern über Shakespeare enthalten ein Vorwort von Charles III. Kurz vor seinem Tod gab er ein Interview zu diesem Thema, das posthum in dem Film „Shakespeares Spiritualität: Eine Perspektive. Ein Interview mit Dr. Martin Lings“ veröffentlicht wurde.
Sein Epitaph gestaltete der Bildhauer Adam Williamson.

## Schriften
- 1989 Die elfte Stunde, Freiburg im Breisgau: Aurum.
- 1990 Was ist Sufitum?, Freiburg im Breisgau: Aurum.
- 1992 als Abū Bakr Sirāj ad-Dīn: The Book of Certainty. The Sufi Doctrine of Faith, Vision and Gnosis. The Islamic Texts Society, Cambridge, England, ISBN 0-946621-37-3.
- 1993 A Sufi Saint of the Twentieth Century. Shaikh Ahmad al-’Alawi - His Spiritual Heritage and Legacy. The Islamic Texts Society, Cambridge, England 1993, ISBN 0-946621-50-0.
  - deutsch 2005 Ein Sufi-Heiliger des zwanzigsten Jahrhunderts: Scheich Aḥmad al-ʿAlawī – sein geistiges Erbe und Vermächtnis, Kandern: Spohr.
- 2000 Muhammad. Sein Leben nach den frühesten Quellen, Kandern: Spohr.
- 2005 Alter Glaube und moderner Aberglaube, Kandern: Spohr.
- 2018 Mekka. Von der frühesten Zeit bis heute, Lympia (Zypern): Spohr Publishers.